# ミレーヌ・ファルメール

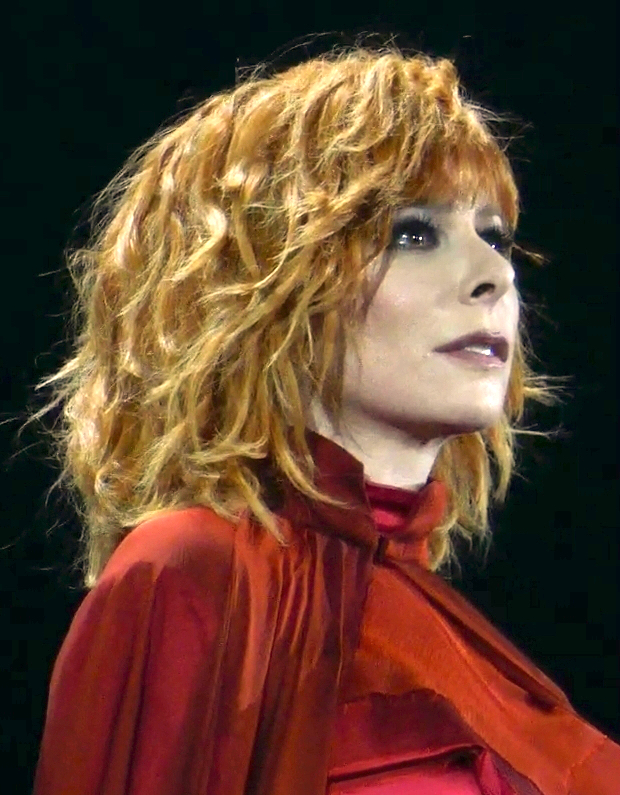
ミレーヌ・ファルメール

ミレーヌ・ファルメール (Mylène Farmer、1961年9月12日 - ) はカナダ・モントリオール生まれのフランスの女性歌手、作詞家、作曲家。

## 略歴
本名はミレーヌ・ゴーティエ (Mylène Jeanne Gautier)。
1961年9月12日、カナダ、ケベック州のモントリオール近郊のピエルフォンド (Pierrefonds) 生まれ。芸名のファルメール (Farmer) は女優フランシス・ファーマーにちなむ。子供時代は昆虫と乗馬が好きだった。パリで演劇学校に通っている時にローラン・ブトナ (Laurent Boutonnat) と出会い活動を始める。

### デビューからファーストアルバム (1984–1988)
1984年にジェローム・ダーンの『Maman a tort』でデビュー、1986年の『Cendres de Lune』がファーストアルバム。ブトナが作曲のみならずビデオもふくめて共同製作している。
ブトナは、マイケル・ジャクソンの『スリラー』のように、映画のような演出で実際の曲よりも長い、約10分にもおよぶPVを制作するようになる。放蕩な自由主義をテーマにした『Libertine』の曲とPVは、ショッキング・退廃的と評されて名声を得る。墓場を彷徨う吸血鬼の様子が印象的なPV『Plus grandir』、ロシア風な『Tristana』などのシングルがカットされた。また、ブトナの映画への傾倒は曲にも表れていて、『Greta』ではグレタ・ガルボの声がコラージュされている。日本にはプロモーションで訪れたことがあるが、コンサートは開かれていない。

### Ainsi soit je... (1988-1989)
1988年にセカンドアルバム『Ainsi soit je…』 が制作され、日本でも数年遅れて邦題『ミレーヌ・ファルメール』で発売される。タイトル曲の『Ainsi soit je…』は、日本ではTVコマーシャルにも使用された。エドガー・アラン・ポーの写真をつかったピクチャーCDなど、ゴシックテイストの強いアートダイレクションだった。このアルバムは80年代のヌーベルシャンソンのうち、女性アーティストとしては最も売り上げ枚数が多かった。
シングルでは、性の同一性への疑問をはらむ『Sans contrefaçon』、『Ainsi soit-je...』、肛門におけるダブルペネトレーションについての挑発的な『Pourvu qu'elles soient douces』、シュールな『Sans logique』など、シングルが多くカットされた。また、ジュリエット・グレコの『Déshabillez-moi』もカバーしている。
初期のライブの様子は 『En Concert』に収められているが、ヴァンパイアイズムの強いビジュアルとなっており、ティエリー・ミュグレーが衣装をデザインしている。

### L'Autre...と "Désenchantée" (1990–1992)
1991年リリースのアルバム『L'Autre…』(邦題『二重人格』)は大ヒットとなり、記録的なセールスを示した。
エミール・シオランの『絶望の極みで』に影響を受けたとされているこのアルバムは、絶望や死や鬱などのテーマが顕著であり、アルバムのオープニングもアンチクライストを歌った『Agnus Dei』というややショッキングな曲で始まる構成となっている。
世界の崩壊観を歌ったシングルの『Désenchantée』は、フランスではシングル売り上げ最高記録となり、9週にわたってシングルチャートのNo1となった。国外でもベルギー、オランダ、ドイツ、オーストリア、カナダなどでヒットチャートに入った（2002年にケイト・ライアン (Kate Ryan) によってカヴァーされ、再びヒットとなる）。そのほか、ジャン＝ルイ・ミュラ (Jean-Louis Murat) とのデュエット曲『Regrets』、女性であるが故の悲しみや苦しみの歌『Je t'aime mélancolie』、『Beyond my control』などがシングルカットされてヒットした。
アルバムはフランス国内だけで200万枚の売り上げを記録し、ダイアモンドアルバムに認定される。また『Psychiatric』ではデヴィッド・リンチの『エレファントマン』からの叫び声、『Beyond my control』ではラクロの『危険な関係』の映画の中からジョン・マルコヴィッチの声が曲の冒頭にサンプリングされている。

### Giorgino (1992–1994)
ブトナ監督でミレーヌのサイコホラー映画『Giorgino』が上映されるも興行的にはまったくの失敗に終わる。現在ではPatheからDVDがリリースされている（フランス語＋英語版のみ）。この映画の失敗と、銃を持った熱心なファンがレコード会社の受付でミレーヌに会えないことに怒って発砲し、受付員を死亡させるという事件があったことなども含めてか、ベースをしばらくロサンジェルスに移してレコーディングする。
1992年には、今までのシングルのリミックスを集めた『Dance Remixes』が発売される。その収録曲のうち、エイズ以降の時代の愛とセックスについて歌った『Que mon cœur lâche』はシングルカットされ、PVはリュック・ベッソンが監督をした。

### Anamorphosée(1995–1997)
1995年発売の『Anamorphosée』(邦題『アナモルフォーゼ』)は、ハーブ・リッツ撮影のフェミニンなファッションでのCDジャケットであったり、映画『氷の微笑』を想起させるアベル・フェラーラの監督によるPV『California』など、話題性には事欠かなかった。『XXL』、『L'instant X』、虐待に対する歌『Comme j'ai mal』平和や友愛についての『Rêver』などのシングルがカットされ『XXL』はチャートのNo1になる。アルバムは3か月の間に50万枚以上の売り上げを記録し、ダイアモンドアルバムと認定された。
また、このアルバムのライブツアーは、彼女のセカンド・ライブアルバム『Live à Bercy』として2枚組CDアルバムおよびカセット、VHSで発売され、後にDVDでもリリースされた。現在のところフランスでのライブアルバムの最高セール記録を保持している。このアルバムからはミッシェル・ポルナレフのカバー『La Poupée qui fait non』をカーリー(Khaled) とデュエットでしているものがシングルカットもされた。その後中国などに旅行にでた。

### InnamoramentoとMylènium(1998–2000)
1999年『Innamoramento』 (邦題『イナモラメント』)では仏教や東洋への旅行がインスピレーションになったのか、より精神的に深みのある歌詞とサウンドを打ち出し、またミレーヌ自身も作曲に参加する。またアルバムのジャケットのアートダイレクションにはニック・バントック (Nick Bantock) の不思議な文通シリーズからの影響を見られる。
ファーストシングルの『L'Âme-stram-gram』のPVでは『チャイニーズ・ゴースト・ストーリー』に影響を受けたワイヤーワークを使ったもので北京で撮影された。またキリスト教の偽善と信仰を描いたフランソワ・ハンス(fr:François Hanss) のPV『Je te rends ton amour』はテレビ放映が禁止されたが、VHSとして発売され、その売り上げはAIDSのチャリティーに寄付された。また、ホロコーストに対する『Souviens-toi du jour』、近親相姦を想起させる曲『Optimistique-moi』、内省的な歌詞の『Innamoramento』などがシングルカットされた。アルバムはまたもやダイアモンドアルバムと認定される。このアルバムの発売後、大掛かりな「Mylenium ツアー」を行う。これはフランスだけではなくロシアにも巡回し、日本でも開催することを検討したそうであるが結局行われなかった。このツアーは非英語圏でのアーティストによる興行収入の最高記録を保持している。このツアーを収録したライブアルバム『Mylenium Tour』からは、アントワーヌ・ド・サン＝テグジュペリにインスパイアされたという『Dessine-moi un mouton』がシングルカットされた。

### Alizée (2000–2004)
2000年またポップシンガーのアリゼを発掘し、プロデュースした人物でもある。ファルメールは長年にわたって、自作の歌詞『Moi… Lolita』を歌える歌手を探していたが、アリゼを発見し、提供曲として歌わせたところ、『Moi... Lolita』のシングルはヨーロッパ全土で合計300万枚以上を売り上げる大ヒットとなった。以後、作詞がファルメール、作曲はブトナによりアルバムを2枚発表、アリゼの妊娠・出産による一時活動休止を境に別のプロジェクトとなる。

### Les mots(2001–2003)
2001年、初のベストアルバムの『Les Mots』が発売される。アルバムと同タイトルのシングル『Les Mots』は、イギリスのソウルミュージシャン、シールとのデュエット曲で、言葉や世界や共生について歌っている。またこのPVは、映画『Giorgino』の興行的失敗以来、PV制作から遠ざかっていたブトナが監督し、絵画の『メデューズ号の筏』からインスピレーションを受けたものとなっている。このアルバムから『C'est une belle journée』『Pardonne-moi』がシングルカットされる。またアルバムのアートワークの写真はエレン・フォン・アンワースによるものとなっている。

### Avant que l'ombre...(2004–2006)
しばらく活動からは遠ざかっていたが、2005年に『Avant que l'ombre...』 (邦題『影が迫り来る前に』)を発売。『Fuck Them All』、『Q.I.』、癒やしや死などへの追悼や哀惜の念を描いた『Redonne-moi』、ストリップティーズによる女性のセクシュアリティーを明るく肯定したPVの『L'Amour n'est rien…』、日本のProduction I.G制作のアニメによって製作された『Peut-être toi』のPVなど、相変わらずシングルとPVのタイアップが話題にのぼった。このアルバムは以前のものよりもセールスの面では落ちたもののアルバムチャートではNo1となりマルチプラチナアルバムと認定される。「Avant que l'ombre... à Bercy ツアー」は、マーク・フィッシャー（Mark Fisher）によるセットが大掛かりなため、パリのベルシーのスタジアムのみで13日間行われた。

### Point de Suture(2008–2010)
2008年、『Point de Suture』を発売。以前よりもエレクトロ系のポップサウンド色が強くなった。アルバムのジャケットは日本のゴスロリ人形作家の三浦悦子によるものである。アルバムタイトルは、映画『カリートの道』のアル・パチーノの台詞「All the stitches of the world cannot sew us again」に因む。
このアルバムからのシングルカット曲である『Dégénération』、『Appelle mon numéro』、『Si j'avais au moins…』、核についての脅威を歌った『C'est dans l'air』、 マスターベーションについての『Sextonik』の5曲はすべてNo1となり、モービーとのデュエット曲「Slipping Away（Crier la vie）」を含め、これによりミレーヌはフランスにおけるシングルチャートNo1曲の最多保持者となった。
ブルーノ・アヴェヨン (Bruno Aveillan) が監督した『Dégénération』と『Si j'avais au moins…』のPVは前編・後編と連続したものになっており、ミレーヌ扮する意識不明で包帯で巻かれたエイリアンらしき謎の女性が覚醒とともにオージーがおきるといったもので、最後は地球の癒やしとなっている。2009年には「Nº 5 on ツアー」をフランス各地で旺盛に行う。衣装はジャン・ポール・ゴルチエが担当した。

### Bleu Noir(2010 – 現在)
2010年、ミレーヌはベン・ハーパーとリーヌ・ルノー（Line Renaud）とのコラボレーションで、ルノーのカムバックアルバムに曲を提供、デュエットをレコーディングしている。また、INXSのマイケル・ハッチェンスのトリビュートアルバムにおいて『Never Tear Us Apart』のカバーを収録する。
また同年、オリジナルアルバムの『Bleu Noir』を発表。これは以前のようにプロデュサーにブトナが参加せず、レディー・ガガを手がけたRedOne（RedOne）やモービーなどがプロデュース。フランス人の曖昧なニュアンスを歌ったという、RedOne作曲による『Oui mais… non』をはじめ、モービーなどが曲を提供し、好セールスをマークして新境地を開拓した。このアルバムによりミレーヌは全部で12曲のNo1を保持することになる。
2011年末には今までのベストアルバム『2001-2011』を発表。ミレーヌ自身の水彩画のセルフポートレートがジャケットに使用されている。
2012年、ポップ色の強いアルバム『Monkey Me』を発表。翌2013年にはロボットが登場するSF的な設定の「Timeless 2013 ツアー」をフランス各地、スイス、ベルギー、ロシア、ベラルーシで行った。
2023年とオリンピックをまたいだ2024年にはNEVERMOREというコンサートをパリなどで開催した。彼女のこれまでの作品を回顧するような演出となり、年齢のせいもあるのか腕の振りが目立つようなダンスとはなったが、最終日となった2024年10月1日のコンサートでは、会場であるStade de Franceが満員になる盛況であった。
上記のようにフランス語圏では絶大な人気を誇り、フランス最大の音楽賞であるNRJミュージックアワード（NRJ Music Awards）の最優秀女性アーティスト賞を4度、最優秀アルバム賞を3度も受賞するなどフランスを代表する女性歌手である。

## ステージにおけるエンターテイメント性
また同時にミレーヌは、儀式のようにステージのパフォーマンスを行い、セットや照明のデザインからも神秘的な世界を可視化するという大掛かりなコンサートを行ってきた。2000年に行われた『Mylenium Tour』では、H・R・ギーガーの巨大なアンコール・ワットの人面彫刻のセットから宙づりになって出現するというパフォーマンスを行ったが、その演出は、照明や音楽性もふくめて感情に訴える美的、詩的要素に富んでいる。また『Avant que l'ombre...』のコンサートにおいても壮大な階段や十字の花道のセットを組み、水のスクリーンに映像を投影するなど、アーティスティックな要素の豊かなショウを作り上げている。いずれにしても、しばしば十字架や『N°5 on Tour』におけるようにメメント・モリの骸骨など、スピリチュアルな図像をあしらったデザインを取り入れて、観客が儀式的な熱狂につつまれている様子をDVDからなどで見ることが出来る。

## ディスコグラフィー

### スタジオ録音
- Cendres de lune (1986)日本版未発売
- ミレーヌファルメール - Ainsi soit je... (1988)
- 二重人格 - L'Autre... (1991)
- アナモルフォーゼ - Anamorphosée(1995)
- イナモラメント - Innamoramento (1999)
- 影が迫り来る前に - Avant que l'ombre (2005)
- 縫合 - Point de suture (2008)
- 青黒い - Bleu noir (2010)
- Monkey Me (2012)
- 星間 - Interstellaires (2015)
- Désobéissance (2018)

### ライブアルバム他
- En Concert（1989、Cendres de LuneとAinsi Soit Je...から）
- ダンス・リミックス - Dance Remixes (1992)
- Live Bercy - (1997、Anamorphoséeツアー)
- ミレニアム・ツアー - Mylenium Tour (2000)
- 言葉 - Les Mots（2001、新曲つきベストアルバム）
- Remixes (2004)
- 影が迫りくる前に - Avant que l'ombre (2006、Bercy)
- N°5 on Tour (2009)
- Timeless 2013 (2013)

### シングル
- 1984: Maman a tort
- 1985: On est tous des imbéciles
- 1985: Plus grandir
- 1986: リベルティンヌ - Libertine
- 1987: トリスターナ - Tristana
- 1987: サン・コントルファソン - Sans contrefaçon（シャンソン・ユニット「アンフィニ」によって「告白」のタイトルでクレアシオン<創唱>）
- 1988: アンシ・ソワ・ジュ - Ainsi soit-je
- 1988: 白昼夢 - Pourvu qu'elles soient douces
- 1989: サン・ロジック(わけもなく)- Sans logique
- 1989: アラン - Allan
- 1989: Plus grandir
- 1990: A quoi je sers?
- 1991: 夢から醒めて… - Désenchantée
- 1991: リグレッツ(後悔) - Regrets（Jean-Louis Muratとのデュオ）
- 1992: ジュテーム・メランコリー - Je t'aime, mélancolie
- 1992: ビヨンド・マイ・コントロール- Beyond my control
- 1993: ク・モン・コ・ラシュ - Que mon cœur lâche
- 1995: XXL
- 1995: ランスタンX - L'instant X
- 1996: カリフォルニア- California
- 1996: なんて辛いの - Comme j'ai mal
- 1997: 夢みる - Rêver
- 1997: アンシ・ソワ・ジュ - Ainsi soit-je
- 1997: La poupée qui fait non
- 1999: アーム・ストラム・グラム - L'âme stram gram
- 1999: あなたに愛をかえす - Je te rends ton amour
- 2000: あの日を思い出して - Souviens-toi du jour
- 2000: オプティミスティーク・モワ - Optimistique-moi
- 2000: イナモラメント - Innamoramento
- 2000: リグレッツ(後悔) - Regrets
- 2001: 羊を一匹描いて - Dessine-moi un mouton
- 2001: 仙女の話とは... - L'histoire d'une fée, c'est...
- 2001: 言葉 - Les mots（Sealとのデュオ）
- 2002: 幸せな日に - C'est une belle journée
- 2002: 赦して - Pardonne-moi
- 2005: ファック・ゼム・オール - Fuck them all
- 2005: Q.I.（知能指数）
- 2006: Redonne-moi (François Hanss)
- 2006: L'Amour n'est rien... (Benoit Di Sabatino)
- 2006: Peut-être toi - Anata Kamo アナタ カモ -（プロモーションビデオはProduction I.G制作）
- 2006: 影が迫りくる前に - Avant que l'ombre
- 2006: Slipping Away - Crier la Vie -（Mobyとのデュオ）
- 2008: 退廃 - Dégénération
- 2008: 私の電話を呼び出して - Appelle mon numéro
- 2009: せめてもう一度 - Si j'avais au moins...
- 2009: C'est dans l'air
- 2009: Sextonik
- 2010: ウィ，でも…ノン - Oui mais... Non
- 2011: 青黒い - Bleu noir
- 2011: Lonely Lisa
- 2011: Du temps
- 2012: 影のなかで - À l'ombre
- 2013: Je te dis tout
- 2013: Monkey Me
- 2015: Stolen Car（Stingとのデュオ）
- 2015: City of Love
- 2018: Rolling Stone
- 2018: N'oublie pas (LPとのデュオ)
- 2018: Désobéissance
- 2018: Des larmes

## 売上記録

### シングルセールス・ベスト10
1. 夢から醒めて… - Désenchantée　（1991）100万枚
2. 白昼夢 - Pourvu qu'elles soient douces　（1988）90万枚
3. サン・コントルファソン - Sans contrefaçon　（1987）70万枚
4. 言葉 - Les Mots　（2001）49万枚
5. リベルティンヌ - Libertine　（1986）40万枚
6. ジュテーム・メランコリー - Je t'aime mélancolie　（1991）30万枚
7. 幸せな日に - C'est une belle journée　（2002）28万枚
8. トリスターナ - Tristana　（1987）25万枚
9. リグレッツ(後悔) - Regrets　（1991）25万枚
10. ランスタンX - L'Instant X　（1995）21万枚

### フランス1位獲得シングル
- 白昼夢 - Pourvu qu'elles soient douces　（1988）
- 夢から醒めて… - Désenchantée　（1991）
- XXL　（1995）
- Slipping Away (Crier la vie) (with Moby) （2006）
- 退廃 - Dégénération　（2008）
- 私の電話を呼び出して - Appelle mon numéro　（2008）
- せめてもう一度 - Si j'avais au moins...　（2009）
- C'est dans l'air　（2009）
- Sextonik　（2009）

### ベルギー1位獲得シングル
- 夢から醒めて… - Désenchantée　（1991）
- Slipping Away (Crier la vie) (with Moby) （2006）
- 退廃 - Dégénération　（2008）

## 受賞
- NRJ Music Awards
  - フランス語圏最優秀女性アーティスト賞 (2000,2001,2002,2003)
  - フランス語圏最優秀アルバム賞 (2000,2006,2009)
  - 最優秀コンサート賞 (2000)
- Victoires de la Musique
  - 最優秀女性アーティスト (1988)
  - フランス語圏で最も輸出されたアルバム (1996)
  - この20年間に於いて最も素晴らしい女性アーティスト (2005)
- ワールド・ミュージック・アワード
  - Best-selling Artist/France (1993)